# Врачи без границ
«Врачи́ без грани́ц» (фр. Médecins sans frontières, MSF) — международная независимая некоммерческая медицинская гуманитарная организация, которая оказывает чрезвычайную медицинскую помощь людям, пострадавшим в результате военных конфликтов, голода, эпидемий, вынужденной миграции, природных катастроф более чем в 70 странах мира.

## История
Организация была создана в 1971 году в Париже врачами, которые прежде работали в качестве волонтеров Международного Красного Креста во время гражданской войны 1967—1970 годов в Нигерии, а также журналистами из медицинского издания «Тонус».
Среди основателей: Макс Рекамье, Паскаль Грелетти-Босвьей, Бернар Кушнер, Ксавье Эммануэлли, Раймонд Борель и Филипп Бернье.
Официальная дата основания организации «Врачи без границ»/Médecins Sans Frontières (MSF) 22 декабря 1971 года. На тот момент организация состояла из 300 волонтеров, врачей, медсестер и представителей других профессий, в том числе —13 врачей и журналистов, стоявших у её истоков.
В основе работы организации лежало убеждение, что право на медицинскую помощь имеет любой человек, вне зависимости от его расовой принадлежности, пола, религиозных убеждений и политических взглядов. А также, что эта необходимость превыше государственных границ.
Организация ежегодно отправляет более 3 000 добровольцев в более чем 70 стран мира, в том числе, в зоны вооруженных конфликтов. Волонтёры организации работают во многих горячих точках. Кроме того, «Врачи без границ» ведут профилактическую и просветительскую работу по борьбе с предотвратимыми инфекциями, в том числе туберкулезом, ВИЧ, а также оказывают психологическую поддержку пациентам там, где это необходимо.
Большая часть финансирования «Врачей без границ» осуществляется из частных пожертвований. По состоянию на 2017 год около 96 % финансовых средств организация получает от более чем 6 000 000 индивидуальных доноров.
В 2008 году вышел документальный фильм об организации — «Жизнь в чрезвычайной ситуации: Истории Врачей без границ» (Living in Emergency: Stories of Doctors Without Borders).

## Международные награды
- Премия Нансена (1993)
- Нобелевская премия мира (1999)

## Деятельность в России
«Врачи без границ» работали в стране с 1992 по 2024 года. За эти годы осуществлялся ряд крупных программ, в частности:
- лечение и профилактика туберкулёза;
- лечение и профилактика туберкулёза в тюрьмах;
- программы помощи бездомным (включая оказание медицинской помощи бездомным; программа социальной адаптации бездомных детей и подростков);
- гуманитарная помощь беженцам в Чечне и других республиках Северного Кавказа;
- профилактика ВИЧ/СПИД в Москве;
- оказание экстренной медицинской помощи населению, пострадавшему от землетрясения на Алтае и наводнений.
- С 16 сентября 2024 года. Международная гуманитарная организация «Врачи без границ» (MSF) объявила о прекращении работы в России спустя 32 года после решения Минюста исключить филиал MSF в РФ из реестра филиалов и представительств иностранных НПО. Об этом говорится в заявлении на сайте организации.

## Критика
Министр информации СРЮ в правительстве Милошевича Горан Матич в 1999 году обвинил неправительственную организацию «Врачи без границ» в шпионаже и незаконной контрабанде. По его словам, сотрудник французских спецслужб, «убивший две тысячи человек», являлся также сотрудником «Врачей», а глава гражданской миссии ООН в Косово был активистом «Врачей» и занимался «шпионажем».